# Église bouddhiste unifiée du Vietnam
L'Église bouddhiste unifiée du Vietnam (EBUV)  est un ordre religieux bouddhique fondé en 1964. Banni en 1981, il est actif en exil, mais il est encore toujours interdit au Viêt Nam à la fin 2023. 

## Histoire
Dans les années 1960, au Sud Vietnam, les bouddhistes s’opposent au régime autocratique de Ngô Đình Diệm. En 1964, ils fondent officiellement l’Église bouddhiste unifiée du Vietnam (EBUV).

### Patriarches
- Thích Đôn Hậu († 1992)
- Thích Huyền Quang (1992-2008)[3],[4]
- Thích Quảng Độ (depuis 2008)[3]